# Mary Barra
Mary Teresa Barra, nata Makela (Waterford, 24 dicembre 1961) è un'imprenditrice statunitense, amministratrice delegata di General Motors dal 15 gennaio 2014.  Sostituendo nell'incarico Dan Akerson, Mary Barra è la prima donna ad occupare una tale posizione in una industria automobilistica a livello mondiale. Per la rivista Fortune, nel 2017 si riconferma la donna più potente del mondo. Risulta anche il CEO più pagato al mondo nel settore automobilistico.

## Biografia
Nata a Royal Oak, nel Michigan, da genitori di origine finlandese (originari di Kankaanpää, nella provincia di Satakunta), il padre, Ray Makela, era operaio della Pontiac a Detroit, vecchio marchio del gruppo GM. Studia alla Waterford Mott High School, a 18 anni inizia come apprendista alla catena di montaggio della General Motors per pagarsi gli studi universitari alla General Motors Institute (oggi Kettering University). Si laurea in ingegneria elettrica, quindi consegue nel 1990 un master in business a Stanford.
Grazie alla sua carriera, Mary Barra venne nominata nella lista delle donne più potenti del mondo di Fortune nel 2014, 2015 e 2017, e di Forbes nel 2013 e nel 2018. Ancora al 2022, è la quarta donna più potente al mondo secondo Forbes.

## Carriera

### General Motors

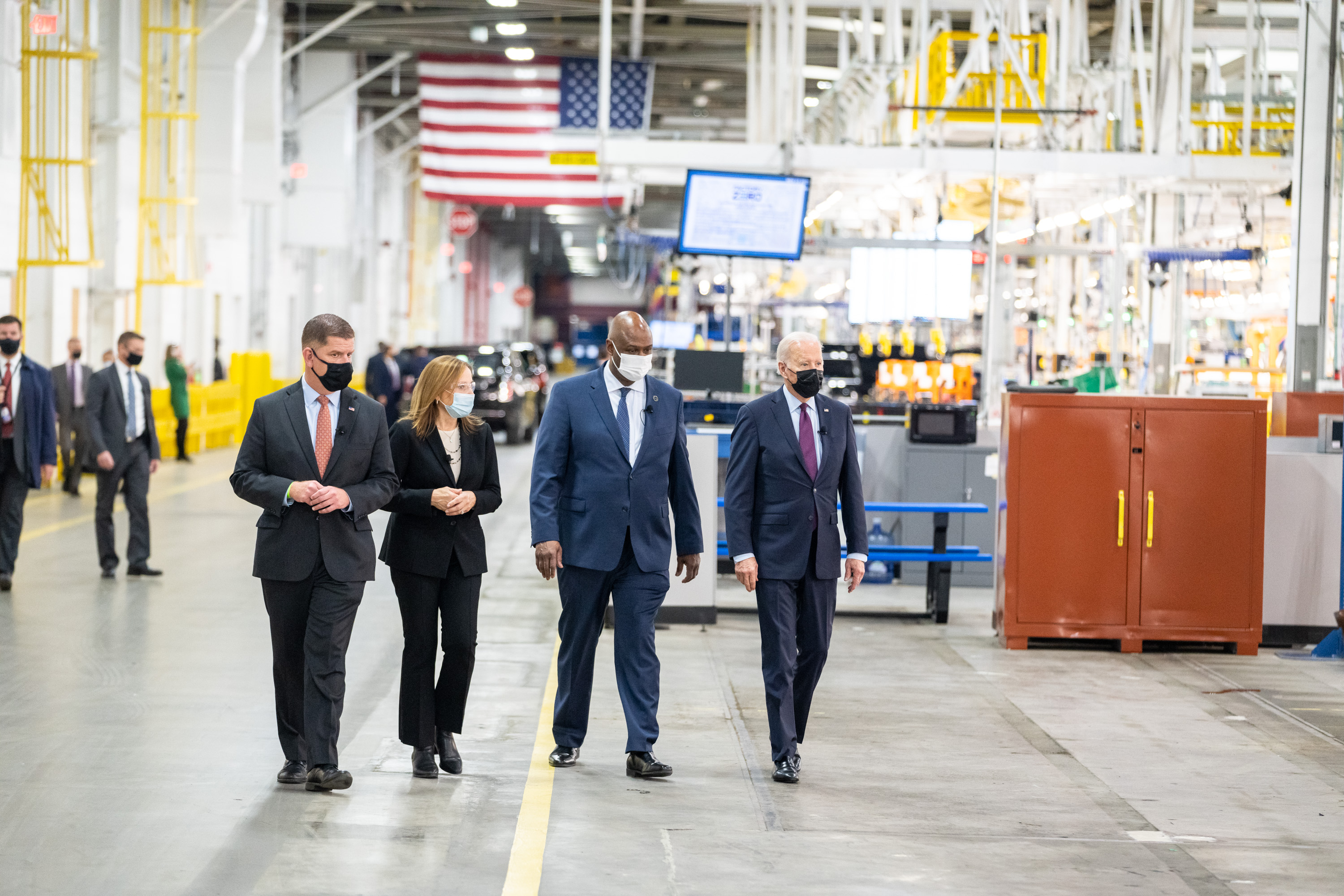
Barra accompagna il presidente Joe Biden, Marty Walsh e Ray Curry alla General Motors' Factory ZERO di Detroit, 2021

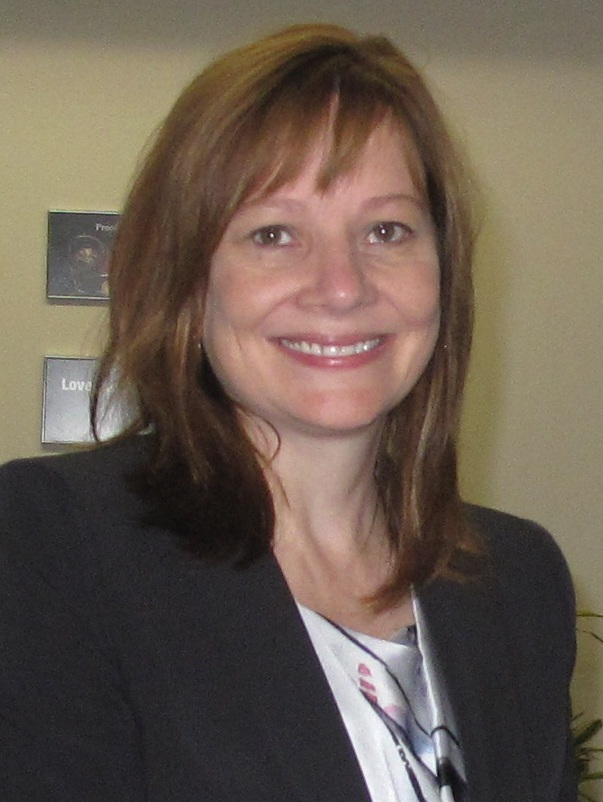
Mary Barra nel 2014

Dopo averci lavorato da studente dal 1980, Barra ritorna a lavorare alla General Motors e ottiene diversi incarichi, tra cui anche quello di direttrice di uno stabilimento. Nel 2008 diventa vicepresidente di Global Manufacturing Engineering, nel luglio 2009 vicepresidente del Global Human Resources, nel febbraio 2011 vicepresidente esecutivo con la responsabilità dello sviluppo del prodotto (Global Product Development). In questa posizione, i suoi incarichi includono innovazioni nel campo del design per GM. Il 10 dicembre 2013 Dan Akerson, chiamato a salvare la casa automobilistica nel suo momento più difficile, annuncia la promozione di Mary Barra come CEO dell'azienda.
La nomina è accolta con molto scetticismo, i critici la giudicano "un peso leggero, una donna al volante, un'incognita, una lavagna bianca". Ma già pochi mesi dopo il suo insediamento, la Barra decide di richiamare oltre due milioni e mezzo di veicoli a causa di un difetto ai blocchetti di accensione. Senza cercare scuse e assumendosi invece ogni responsabilità davanti al Congresso Usa. Decide in seguito di tagliare le iniziative meno redditizie: nel marzo 2017 vende le attività europee (Opel e Vauxhall, 1,2 milioni di auto ma anche forti perdite) alla francese PSA; rifiuta la proposta di integrazione avanzata da Sergio Marchionne per FCA, abbandona il mercato russo, quello indiano e quello sudafricano, ridimensiona la produzione in Australia e si concentra invece sui mercati più redditizi, Stati Uniti e Cina.
Punta sui motori tradizionali a benzina, lasciando perdere le berline di lusso che hanno fatto la storia di GM (dalla Cadillac alle Chevrolet Impala) e scommettendo invece sui Suv e sui pick-up. Si lancia nella sfida per l'auto elettrica con la sua Chevy Bolt, investe sulla tecnologia acquisendo per un miliardo di dollari Cruise Automation, una start up di San Francisco con un software originale per la guida di auto-robot, e per 600 milioni Lyft, una piattaforma digitale per servizi di autopubblica concorrente di Uber.
In quasi quattro anni Mary Barra, nominata nel 2016 anche chairman della società, trasforma la GM in un gruppo molto più piccolo con una vendita di circa 8 milioni di vetture ma più redditizio: nel 2017 il suo valore in Borsa è cresciuto del 25%. Nel novembre 2018 Barra annuncia la chiusura di cinque stabilimenti nordamericani (4 negli Stati Uniti e 1 in Canada) con il licenziamento di 14.000 lavoratori. La decisione è criticata dal presidente Trump che, per tutta risposta, minaccia di togliere i sussidi governativi per le auto elettriche e in un altro tweet, poi smentito, minaccia di chiedere la restituzione del denaro pubblico ricevuto per uscire anni prima dalla bancarotta.

### Disney
Nell'agosto del 2017, Barra fu nominata come membro del Consiglio di Amministrazione della Disney: è la dodicesima persona a diventarne parte, e la quarta donna.

### Altre posizioni
Barra è inoltre membro del Consiglio di Amministrazione del Detroit Economic Club e del Detroit Country Day School. Fa inoltre parte del The Business Council e del comitato direttivo dell'università di Stanford.

## Riconoscimenti
Nel 2013, Barra è stata inclusa da Forbes nella loro lista delle donne più potenti al mondo al 35mo posto, salendo fino al secondo nel 2018, e scendendo al quarto nel 2019.
Nell'aprile del 2014, Barra era parte della copertina delle "100 Persone più Influenti al Mondo" di Time; nel 2015, era al primo posto nella classifica di Fortune sulle donne più potenti al mondo, fino al 2017, e nel 2019 è al secondo posto.
Nel dicembre 2016, Barra ha fatto parte di un business forum creato da Donald Trump per fornire consigli strategici su vari temi economici. Lasciò il forum nel 2017, in seguito alla risposta di Trump alle proteste di Charlottesville.
Nel settembre 2018, Barra ha ricevuto il premio Legend in Leadership dallo Chief Executive Leadership Institute dell'Università di Yale.
Nel sondaggio annuale di Institutional Investor, il 2019 All-America Executive Team, Barra ha ottenuto il primo posto nel settore automobilistico e di parti di automobili.

## Vita privata
Sposata con Anthony (Tony) Barra, conosciuto ai tempi dell'università, hanno due figli e due cani.